# Gianluigi de Medici
Gianluigi de Medici (1459 circa – 1512 circa) è stato un pittore e decoratore italiano.

## Biografia
Figlio di Domenico, fu attivo a Mantova e a Roma, dove aveva avuto incarico di valutare i primi quattro affreschi della Cappella Sistina da papa Sisto IV.
Assieme all'intarsiatore Giovanni Maria Platina, realizzò lo Studiolo di Ludovico Gonzaga vescovo presso la corte gonzaghesca di Gazzuolo.
Fu anche incaricato di realizzare la tomba di Barbara di Brandeburgo, marchesa di Mantova e moglie di Ludovico III Gonzaga, quando Andrea Mantegna non lo terminò.